# Las aguas mansas
Las aguas mansas é uma telenovela colombiana produzida pela RTI e exibida pelo Canal Uno em 1994.
Foi protagonizada por Juan Carlos Gutiérrez, Juan Sebastián Aragón , Luigi Aycardi, Margarita Ortega, Fabiana Medina e Patricia Maldonado e antagonizada por Ana Maria Kamper.

## Elenco
- Margarita Ortega -  Sofía Elizondo Acevedo
- Juan Carlos Gutiérrez - Juan Reyes Guerrero
- Fabiana Medina - Ximena Elizondo Acevedo
- Juan Sebastián Aragón - Óscar Reyes Guerrero
- Patricia Maldonado - Sara Elizondo Acevedo
- Luigi Aycardi - Franco Reyes Guerrero
- Ana Maria Kamper - Doña Gabriela Acevedo viuda de Elizondo
- Carlos Congote - Fernando Escandón
- Patricia Ércole - Rosario Montes
- Julio Medina - Martín Acevedo
- Luis Fernando Montoya - Armando Navarro
- Victoria Góngora - Libia Reyes / Ruth Uribe
- Alejandro Buenaventura - Bernardo Elizondo
- Constanza Gutiérrez - Eva Rodríguez
- Rosemary Bohórquez - Kati
- María Elena Döehring - Melissa Maura
- Erica Krum - Maruja
- Andrés Felipe Martínez - Leandro Santos
- Luis Mesa - Damián Ferrer
- Rosa Virginia Villegas - Quintina
- Alicia de Rojas - Raquel de Uribe
- Roxanna Montoya - Hija de Sofía y Juan
- Dora Caicedo - Dora
- Ricardo Gómez - Libardo

## Versões
- Pasión de gavilanes (2003), uma produção de R.T.I. Televisión, Caracol Televisión e Telemundo, foi protagonizada por Mario Cimarro, Juan Alfonso Baptista e Michel Brown como os irmãos Reyes, e Danna García, Paola Rey e Natasha Klauss como as irmãs Elizondo. Curiosamente Juan Sebastián Aragón e Talu Quintero participam nesta versão[1].

- Fuego en la sangre (2008), una produção de Televisa (México), foi protagonizada por Eduardo Yáñez, Jorge Salinas e Pablo Montero como os irmãos Reyes e Adela Noriega, Elizabeth Álvarez e Nora Salinas como as irmãs Elizondo[2].

- Gavilanes (2010), una produção de Gestmusic (Espanha). Protagonizada por Rodolfo Sancho, Roger Berruezo e Alejandro Albarracín como os irmãos Reyes e Claudia Bassols, Diana Palazón e Alicia Sanz como as irmãs Elizondo.

- Tierra de reyes (2014), una produção de Telemundo, foi protagonizada por Aarón Díaz, Gonzalo García Vivanco e Christian de la Campa como os irmãos Gallardo, e Ana Lorena Sánchez, Kimberly Dos Ramos e Scarlet Gruber como as irmãs Del Junco. Também participam como os vilões Sonya Smith, Fabián Ríos e Cynthia Olavarría.

- Pasión de Amor (2015), una produção de ABS-CBN (Filipinas). Protagonizada por Jake Cuenca, Ejay Falco e Joseph Marco como os irmãos Samonte Arci Muñoz, Ellen Adarna e Coleen Garcia como as irmãs Elizondo.